# 1435

## Události
- uzavřena Arraská smlouva mezi Burgundskem a Francií
- založení Jablunkova
- s Karlem z Anjou vymřeli Anjouovci

### Probíhající události
- 1431–1445 – Basilejsko-ferrarsko-florentský koncil

## Narození
- 23. června – František II. Bretaňský , bretaňský vévoda († 1488)
- 28. října – Andrea della Robbia, florentský sochař toskánské renesance († 1525)
- neznámé datum
- Amadeus IX. Savojský, savojský vévoda († 1472)
- Tomáš Stanley, hrabě z Derby, anglický šlechtic a nevlastní otec krále Jindřicha VII. († 29. července 1504)
- Jędrzej Boryszewski, arcibiskup lvovský a hnězdenský, primas polský († 20. dubna 1510)
- Ján z Turca, uherský kronikář a historik († 1490)
- Andrea del Verrocchio, italský renesanční malíř, zlatník a sochař († 10. října 1488)
- Jakob Sprenger, spoluautor spisu Kladivo na čarodějnice († 6. prosince 1495)
- Wu Kchuan, čínský kaligraf, básník, esejista a politik († 1504)
- Michael Pacher, tyrolský malíř a sochař (†1498)

## Úmrtí
- 31. ledna – Süan-te, čínský císař (* 25. února 1398)
- 2. února – Johana II. Neapolská, královna Neapole (* 25. června 1373
- 1. září – Zikmund Korybutovič, husitský hejtman, kníže litevský a český zemský správce (* okolo 1400)
- 14. září – Jan z Lancasteru, anglický princ (* 20. června 1389)
- 29. září – Isabela Bavorská, královna Francie jako manželka Karla VI. (* 1371)
- 12. října – Anežka Bernauerová, milenka bavorského vévody Albrechta III. (* okolo 1395)
- 30. prosince – Bona z Berry, vikomtka z Carlatu (* 1365)
- ? – Vilém III. Bavorský, vévoda bavorský (* 1375)
- ? – Ťien I, politik čínské říše Ming (* ? 1363)

## Hlavy států
- České království – bezvládí
- Svatá říše římská – Zikmund Lucemburský
- Papež – Evžen IV.
- Anglické království – Jindřich VI.
- Francouzské království – Karel VII. Vítězný
- Polské království – Vladislav III. Varnenčik
- Uherské království – Zikmund Lucemburský
- Byzantská říše – Jan VIII. Palaiologos